# Bad Endbach
Bad Endbach är en kommun och ort i Landkreis Marburg-Biedenkopf i Regierungsbezirk Gießen i förbundslandet Hessen i Tyskland. Kommunen bildades 1 juli 1974 genom en sammanslagning av de tidigare kommunerna Bad Endbach, Bottenhorn, Dernbach, Hartenrod och Hülshof i den nya kommunedn Bad Endbach.